# For Heaven's Sake
For Heaven's Sake é um filme mudo do gênero comédia produzido nos Estados Unidos e lançado em 1926.